# Sveti Euzebije i Polion
Sveti Euzebije i Polion († Vinkovci, kraj. 3./početak 4. stoljeća) bili su kršćanski mučenici iz rimskog grada Cibalae, danas Vinkovci.
Živjeli su na prostoru današnjih Vinkovaca, tada je to bio rimski grad Cibalae. Euzebije je bio biskup, a Polion lektor. U Katoličkoj Crkvi slave se zajedno. Euzebije je prvi poznati biskup Cibalae, mučen je i preminuo 27. travnja oko 258. godine. 
O Polionu se više zna, jer je sačuvan opis njegova mučeništva. Polion je bio lektor i voditelj lektorske škole, propovjednik i uzoran čovjek. Rimski sudac Prob tražio ga je, da se žrtvuje poganskim bogovima i odrekne kršćanstva. Polion je to odbio i održao govor o temeljima kršćanske vjere. Osuđen je na smrti spaljen na lomači 27. travnja 304. godine. Zaštitnik je bogoslova i lektora. Slavili su ga i na prostoru današnje Italije.
Spomendan sv. Euzebija i Poliona slavi se u Đakovačkoj i Srijemskoj biskupiji od 1807. godine. Njima je posvećena župna crkva u Vinkovcima od 1972. godine. Spomendan im je 29. svibnja. 